# Майборода, Николай Николаевич
Николай Николаевич Майборода (9 сентября 1941 года, Азов Ростовская область — 1 апреля 2017, трасса М7, Петушинский район, Московская область, Российская Федерация) — советский и российский тенор, артист оперы, заслуженный артист РСФСР (1977).

## Биография
Николай Майборода родился 1 января 1941 года в городе Азове Ростовской области.
Выпускник Ростовской государственной консерватории им. С. В. Рахманинова 1971 года. Его педагогом была Александра Петровна Беляева.
После окончания учебы начал работать в труппе Ленинградского государственного академического театра оперы и балета им. С. М. Кирова.
С 1975 по 1977 год стажировался в Италии, в театре Ла Скала в Милане. Там он подготовил партии в операх Дж. Верди — Радамеса («Аида»), Отелло в «Отелло», Измаила «Набукко». Партию Марио Каварадосси в «Тоске» Дж. Пуччини. В 1979 году стал солистом оперной труппы Большого театра.
Работал в Мариинском театре и в Киевском театре оперы и балета.
Он исполнял партии Андрея в «Мазепе» П. И. Чайковского, Владимира Игоревича в «Князе Игоре» А. П. Бородина, Германа в «Пиковой даме», дона Карлоса в «Дон Карлос» Дж. Верди, князя Андрея Хованского и Василия Голицына в «Хованщине» М. П. Мусоргского, Меншикова в «Петре I» А.Петрова, Ноздрева в «Мертвых душах» Р. К. Щедрина, Отелло в «Отелло» Дж. Верди, Пинкертона в «Чио-Чио-Сан» Дж. Пуччини, «Радамеса» в «Аиде», Дж. Верди, Самозванца в «Борисе Годунове» М. П. Мусоргского, Хозе в «Кармен» Ж. Бизе, Альбера в «Скупом рыцаре» С. Рахманинова, Бомелия в «Царской невесте», Дьяка в «Ночи перед Рождеством» Н.Римского-Корсакова, Абдалло в «Набукко» Дж. Верди.
Стаж актерской работы составляет 48 лет.
Знает итальянский язык.
Гастролировал в Великобритании, Франции, Венгрии, Югославии, Турции, Греции, Швейцарии, Шотландии, Швеции, Польше, Италии, Чехословакии, Нидерландах, Германии.
Трагически погиб в результате ДТП.